# مرند
مرند (بالفارسية: مرند) هي منطقة سكنية تقع في إيران في البلدة المركزية. يقدر عدد سكانها بـ 114,165 نسمة .

## أعلام
- محمد الحجة الكوهكمري